# Vent de trahison
Vent de trahison (titre original : Cloak of Deception) est un roman de science-fiction écrit par James Luceno. Publié aux États-Unis par Del Rey Books en 2001,, il a été traduit en français et publié par les éditions Presses de la Cité en 2002,. Ce roman, se déroulant dans l'univers étendu de Star Wars, est la deuxième préquelle officielle du film Star Wars, épisode I : La Menace fantôme.

## Résumé
La déchéance d'un seul homme pourrait sonne le glas de la République ! Le Chancelier Valorum est le maître suprême de la galaxie Pauvre pouvoir que le sien, ligoté qu'il est par des milliers de lois, des millions de privilèges et des milliards de complots. Dans cette république, le destin du chef est d'être détesté, contesté, voué à perdre ses fonctions et à basculer dans la mort symbolique de l'anonymat. Partout grondent les opposants au régime ; mais des forces mystérieuses agissent dans l'ombre, guettant l'instant fatal où elles apparaîtront pour tirer le meilleur parti de la crise. Valorum convoque sur la planète Eriadu une conférence de la dernière chance ; des Jedi vont sur place pour organiser la sécurité des délégués. Mais les dés sont pipés ; les terroristes sont prêts.

## Commentaires
Il fait partie des 28 livres Star Wars à avoir été publié en grand format par les éditions Presses de la Cité. Il existe également en poche chez Fleuve noir où il porte le numéro 52.